# 由紀さおりの素敵な音楽館
『由紀さおりの素敵な音楽館』（ゆきさおりのすてきなおんがくかん）は、2016年4月4日から、BS-TBSで、毎週月曜日の19:00 - 19:54（JST）に放送され、2017年4月14日からは毎週金曜日の21:00 - 21:54（JST）に放送時間が変更され、2018年9月21日まで放送されていた、演歌・歌謡曲がメインの音楽・歌番組である。

## 出演者
- 由紀さおり